# Dulmatin
Dulmatin (* 6. Juni 1970; † 9. März 2010 in Tangerang) war ein indonesischer Terrorist und eine führende Figur der militanten Gruppe Jemaah Islamiyah (JI). Er galt als einer der meistgesuchten Terroristen Asiens. Dulmatin war auch unter den Namen Amar Usmanan, Joko Pitoyo, Joko Pitono, Abdul Matin, Pitono, Muktarmar, Djoko, und Noval bekannt. Sein Spitzname war Genius. Dulmatin war ein javanesischer Araber.
Dulmatin erhielt sein Training in den al-Qaida Ausbildungslagern in Afghanistan. Es wird angenommen, dass er durch Azahari bin Husin gefördert worden ist und so zum Experten auf den Gebieten der Elektronik und des Bombenbaus wurde. Er nahm am Anschlag auf den philippinischen Botschafter in Jakarta am 1. August 2000 teil. Dulmatin fertigte die Zeitzünder für die Bombenanschläge auf 38 Kirchen in Indonesien zu Weihnachten 2000, die 19 Menschen töteten. Er war einer der Drahtzieher des Anschlags von Bali 2002, bei dem 202 Menschen starben. In Zusammenarbeit mit Azahari half Dulmatin die Autobomben für den Angriff zu bauen. Angeblich zündete er eine der Bomben mit einem Handy fern.
Das FBI hatte eine Belohnung bis zu 10 Millionen US-Dollar auf ihn ausgeschrieben.
Es wird vermutet, dass er mit der Gruppe Abu Sajaf auf den Philippinen seit 2003 in Kontakt war und Wissen über Sprengstoffe weitergab sowie andere Militante trainierte. Aus Funksprüchen und Aufklärungsarbeit wird vermutet, dass Dulmatin bei einer Schießerei mit philippinischem Militär im Januar 2007 in Jolo verwundet worden ist. Im Mai 2007 entkam Dulmatin erneut seiner Festnahme durch die Flucht aus einem sicheren Haus in Simunul Stunden bevor philippinische Polizei und Militär vor Ort waren. Die Behörden fanden vier Kinder, die angeblich Dulmatins Kinder sind.
Er soll sich zuletzt vor allem im Süden der Philippinen aufgehalten haben.
Im Vorfeld des Besuchs des amerikanischen Präsidenten Barack Obama kam es am Dienstag, dem 9. März 2010 zu Razzien, unter anderem in einem Internetcafé in Tangerang, in dem sich Dulmatin gerade aufhielt. Es kam zu einem Schusswechsel mit den Sicherheitskräften, bei dem Dulmatin zu Tode kam. Auf seine Spur war man durch die Aussagen von mehreren im Februar 2010 in der Provinz Aceh gefangengenommenen Terrorverdächtigen gekommen.